# 愛知県道76号豊田安城線

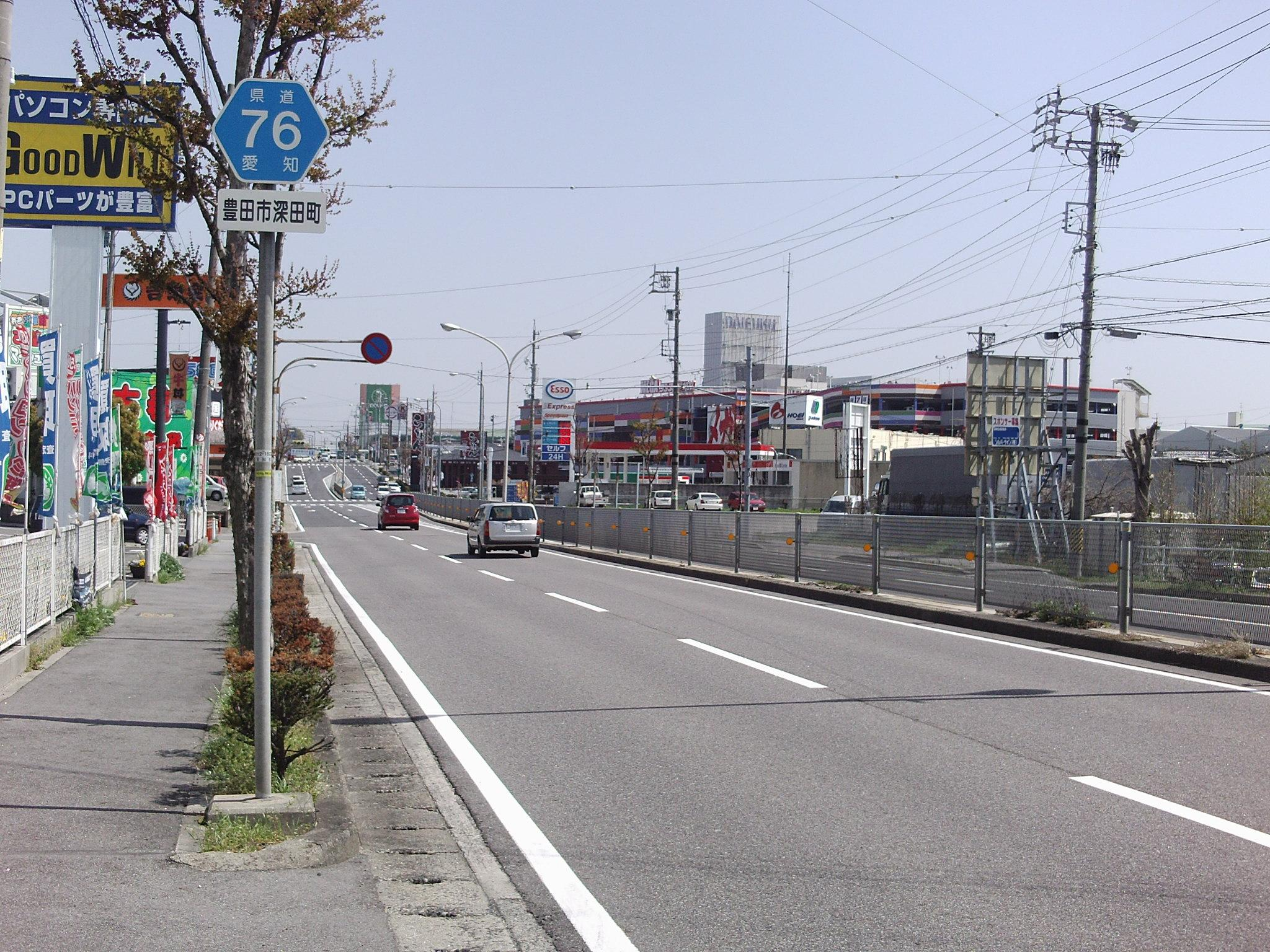
東名高速道路豊田インターチェンジを降りてすぐの場所。中央分離帯のある広い4車線道路。

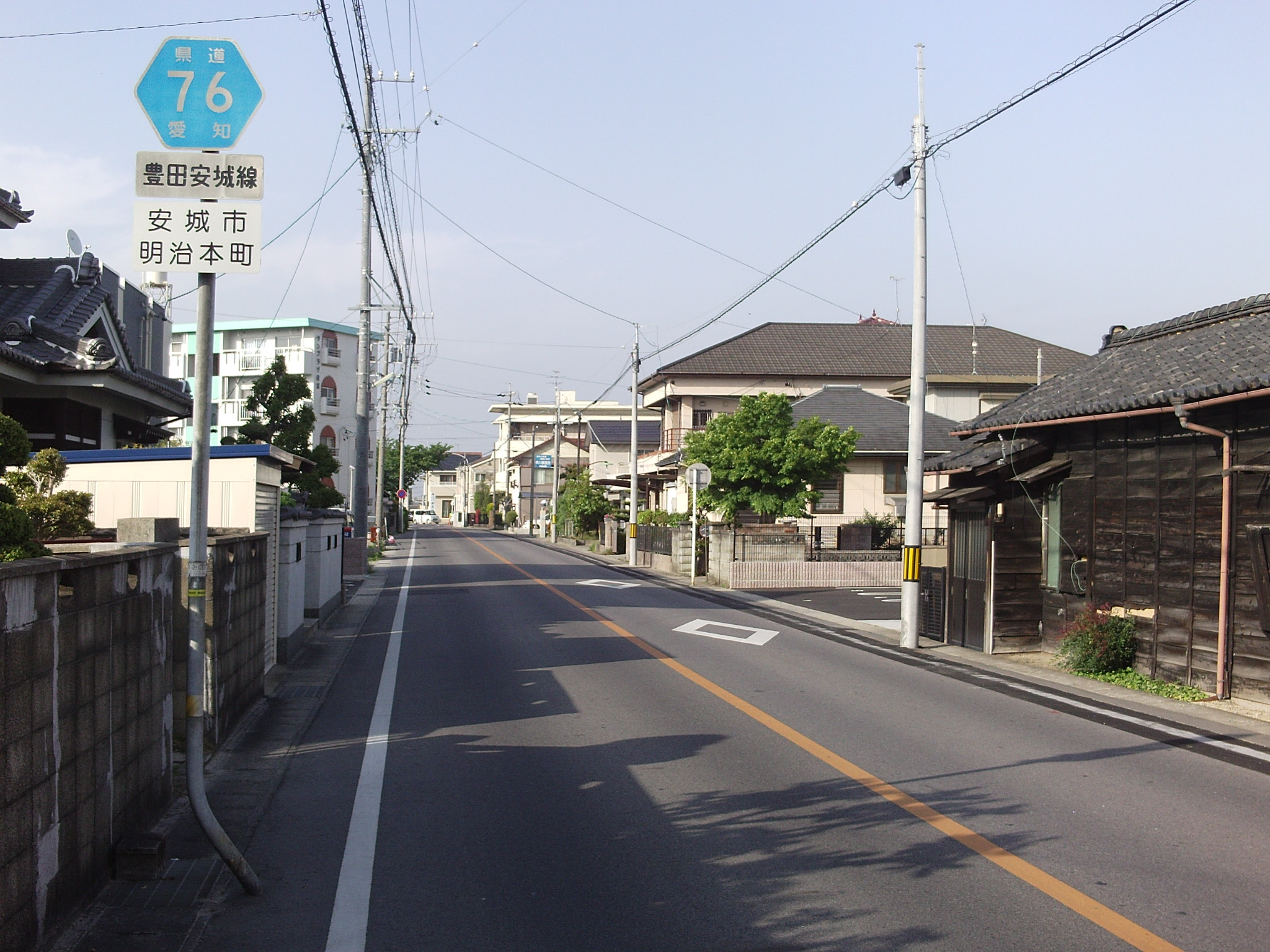
安城。終点側は少し入り組んでいる。

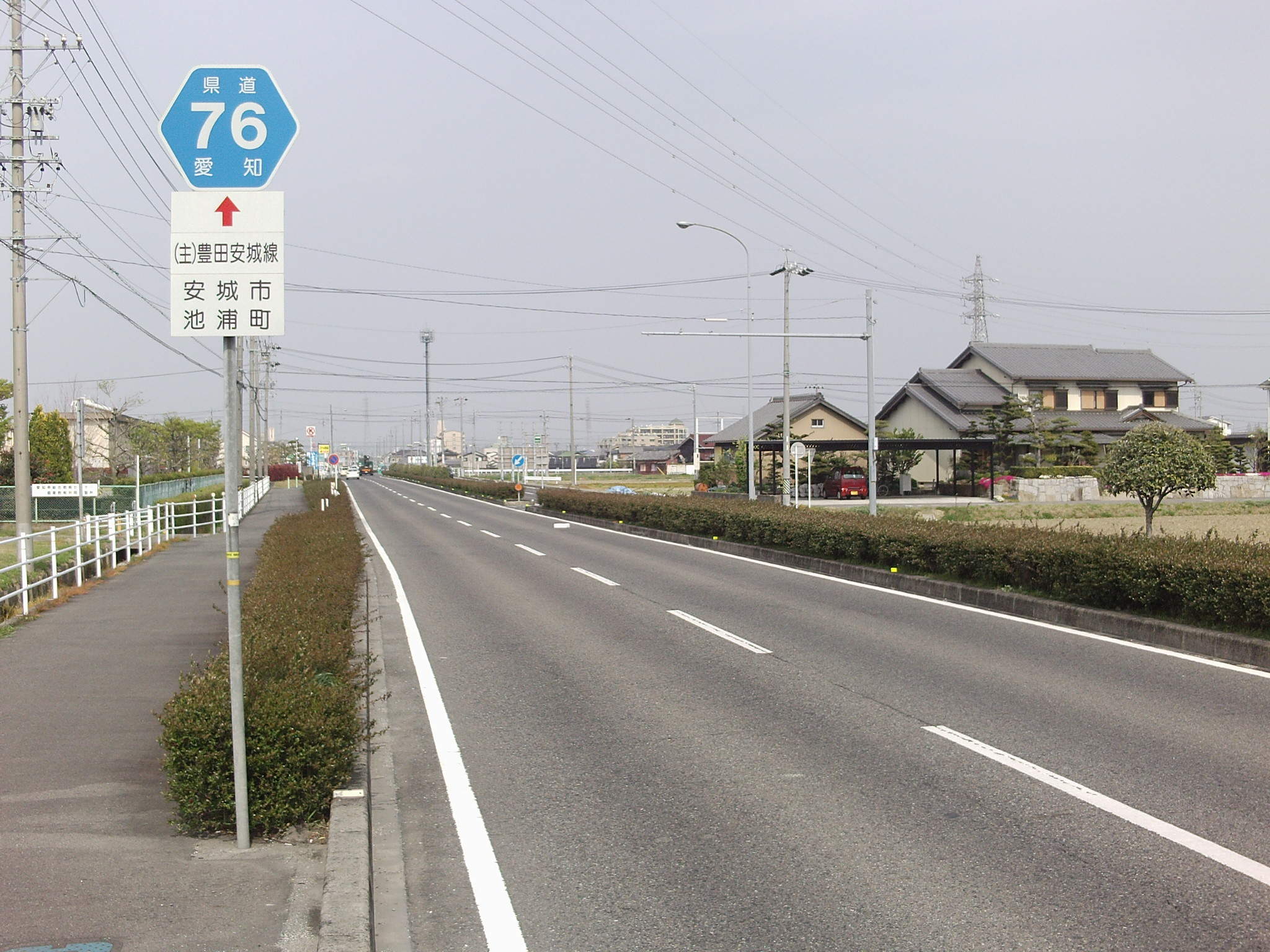
安城市側のバイパスルート。池浦町。

愛知県道76号豊田安城線（あいちけんどう76ごう とよたあんじょうせん）は、愛知県豊田市から安城市に至る主要地方道である。

## 区間
- 起点：愛知県豊田市美山町3丁目（東名高速道路豊田インターチェンジ）[注釈 1][北緯35度4分9.1秒 東経137度7分15.4秒]
- 終点：愛知県安城市（愛知県道47号岡崎半田線交点）[北緯34度58分10.6秒 東経137度4分32.9秒]・[北緯34度57分40.2秒 東経137度5分23.2秒]
- 全長：約15km

## 通過する自治体
- 愛知県
  - 豊田市
  - 岡崎市
  - 安城市

## 沿革
- 1959年12月15日：認定[1]
- 1983年2月21日：主要地方道昇格認定に伴い県道番号を76号に変更。

## 接続する道路
- 東名高速道路（豊田インターチェンジ）[北緯35度4分9.1秒 東経137度7分15.4秒]
- 国道155号（豊田南バイパス）（豊田IC交差点）[北緯35度4分9.1秒 東経137度7分15.4秒]
- 愛知県道491号豊田環状線（外環状線）（土橋町5交差点[北緯35度3分52.8秒 東経137度7分40秒]-曙町交差点[北緯35度3分27.9秒 東経137度7分59.6秒]で重複）
- 国道419号（土橋町1交差点[北緯35度3分44.9秒 東経137度7分46.9秒]から市道経由）
- 愛知県道489号本地鴛鴨線（曙町2交差点）[北緯35度3分21.8秒 東経137度7分59.4秒]
- 愛知県道488号三河豊田停車場大林線（大林町8交差点）[北緯35度2分27.1秒 東経137度8分8.9秒]
- 愛知県道12号豊田一色線（大林町8交差点）[北緯35度2分27.1秒 東経137度8分8.9秒]
- 東名高速道路（豊田上郷スマートIC、上り線）
- 愛知県道232号鴛鴨三好線（永覚町上長根交差点）[北緯35度1分46.6秒 東経137度8分13.9秒]
- 愛知県道239号岡崎豊明線（上郷町一交差点）[北緯35度0分43.1秒 東経137度7分51.9秒]
- 愛知県道56号名古屋岡崎線（平針街道）（福受町下ノ切交差点[北緯34度59分36.9秒 東経137度7分8.8秒]-橋目町御小屋西交差点[北緯34度59分29.6秒 東経137度7分1.7秒]で重複/新道：橋目町御小屋西交差点）

（広美町 - 里町 - 東栄町の旧道は県道認定解除）
- 国道1号（東栄町6交差点[北緯34度58分54.7秒 東経137度5分57.8秒]・尾崎町柳田交差点[北緯34度58分47.4秒 東経137度6分21秒]）
- 愛知県道288号豊田安城自転車道線
- 愛知県道286号安城桜井線（尾崎町柳田交差点経由のルート。新田町吉池交差点[[北緯34度58分25秒 東経137度6分9.3秒]]：延長継承）
- 愛知県道47号岡崎半田線（安城街道）（丸田交差点[北緯34度58分10.6秒 東経137度4分32.9秒]・明治本町交差点[北緯34度57分40.2秒 東経137度5分23.2秒]）
- 愛知県道285号安城八ツ田知立線（丸田交差点）[北緯34度58分10.6秒 東経137度4分32.9秒]

## 周辺
- トヨタ自動車元町工場
- MEGAドン・キホーテUNY（旧・アピタ） 豊田元町店
- 名鉄三河線 土橋駅
- 東名高速道路豊田上郷サービスエリア
- 愛知環状鉄道・愛知環状鉄道線 永覚駅、三河上郷駅
- トヨタ自動車上郷工場
- トヨタ自動車上郷センター
- 豊田市立上郷中学校
- 安城総合運動公園
- 名鉄西尾線 北安城駅
- 愛知県立安城農林高等学校
- 倉敷紡績安城工場

## 別名
- 上郷街道（豊田市）
- 外環状線（豊田市）

## 補記
- 安城市内の尾崎町 - 北山崎町間約1.2kmで、県が約10年前から渋滞緩和のため総事業費約60億円をかけて建設中であったバイパス（暫定2車線、高架橋の全長376m）が2010年3月22日に開通した[2]。尾崎町柳田交差点で交わっている国道1号を同交差点上でオーバーパスする（跨線橋方向も国道1号との連絡路有り）ほか、付近の名鉄名古屋本線とも立体交差となった。今回開通区間は宇頭茶屋町交差点 - 新田町吉池交差点（跨線橋を下りて最初の信号交差点）までが愛知県道76号豊田安城線で、直進すると愛知県道286号安城桜井線に変わりそのまま286号の旧道へ合流する。